# NGC 1239
NGC 1239 (również PGC 11869) – galaktyka soczewkowata (S0), znajdująca się w gwiazdozbiorze Erydanu. Odkrył ją William Herschel 6 stycznia 1785 roku.